# مجدي أحمد حسين
مجدي أحمد حسين (23 يوليو 1951) سياسي وكاتب صحفي مصري ورئيس التحرير الحالي لصحيفة الشعب المصرية. كان مجدي حسين الناطق بلسان حزب العمل المصري، والأمين العام للحزب إلى أن تم تجميد نشاطه من لجنة شئون الأحزاب المصرية في عام 2000. ويشغل حاليا منصب رئيس حزب الاستقلال أحد الأحزاب الأعضاء في التحالف الوطني لدعم الشرعية ورفض الانقلاب، الذي تكون في أعقاب الانقلاب العسكري في مصر 2013.

## النشأة والعائلة
ولد مجدي أحمد حسين في 23 يوليو 1951، ووالده هو السياسي المصري أحمد حسين مؤسس حزب مصر الفتاة، وعمه هو عادل حسين رئيس التحرير السايق لصحيفة الشعب والأمين العام السابق لحزب العمل.
تخرج مجدي حسين من كلية الاقتصاد والعلوم السياسية عام 1972 وهو متزوج حاليا من د. نجلاء القليوبي أمين عام مساعد حزب العمل.

## مجدي أحمد حسين في سطور
- ولد في 23/7/1951 والده الزعيم الراحل أحمد حسين رئيس حزب مصر الفتاة
- شارك في الحركة الطلابية المطالبة بالحرب وتحرير سيناء 1968
- رئيس اتحاد طلاب كلية الاقتصاد والعلوم السياسية وخريج الكلية عام 1972
- أحد قيادات الحركة الطلابية عام 1972 المطالبة بالحرب وتحرير سيناء
- جندى في القوات المسلحة لمدة ثلاث سنوات وخلال حرب أكتوبر 1972-1975
- مذيع سابق بصوت العرب
- عضو سابق بالمكتب الاستشارى لوزير الإعلام
- شارك في تأسيس مجلة الاقتصاد والاعمال في بيروت
- محرر الشئون العربية بجريدة الشعب 1981
- امين شباب حزب العمل وعضو اللجنة التنفيذية للحزب
- اعتقل لمشاركته في مظاهرة ضد الجناح الإسرائيلى بمعرض الكتاب 1985
- عضو مجلس الشعب 1987-1990
- اعتقل عام 1991 لموقفه من العدوان الامريكى على العراق
- رئيس تحرير جريدة الشعب وعضو المكتب السياسى للحزب 1993
- تعرض لكثير من التحقيقات والمحاكمات بسبب قضايا مكافحة الفساد بين عامى 1993-1998 وبسبب مشاركته في اغاثة المنكوبين بالزلزال
- تعرض للسجن عام 1998 بسبب حملة صحفية علي انحرافات وزير الداخلية السابق
- تعرض للسجن في عامى 1999-2000 بسبب حملة الجريدة علي يوسف وإلى نائب رئيس الوزراء بسبب مناهضته للتطبيع الزراعى مع العدو الصهيونى
- عضو مجلس نقابة الصحفيين 1999 ومقرر لجنة الحريات بها
- خاض معركة انتخابية شرسة من وراء أسوار السجن في انتخابات 2000 وحقق نجاحا حقيقيا، وتم تزوير الانتخابات.
- ممثل حزب العمل في العديد من المؤتمرات الدولية والعربية والإسلامية
- له العديد من الكتابات السياسية والفكرية التي ساهمت في ترسيخ الخط الفكرى والعقائدى للحزب

## حزب العمل
عمل مجدي حسين محررا للشئون العربية بصحيفة الشعب التي يصدرها الحزب عام 1981، وتولى منصب أمين شباب حزب العمل وعضو اللجنة التنفيذية للحزب، في عام 1993 ترأس مجدي حسين تحرير صحيفة الشعب وأصبح عضو المكتب السياسي للحزب، وبعد وفاة الأمين العام للحزب عادل حسين عام 2001 تولى مجدي حسين منصب الأمين العام لحزب العمل.

## مجلس الشعب
كان عضوا في مجلس الشعب المصري في الفترة من 1987 إلى 1990، ورشح مجدي حسين نفسه في انتخابات مجلس الشعب المصري عام 2000، وأيضا عام 2005 عن دائرة المنيل ولكنه لم ينجح.

## السجن والاعتقال
تعرض مجدي حسين للسجن عدة مرات أبرزها:
- عام 1998 بعد حملة على وزير الداخلية وقتها.
- عامي 1999 و2000 بسبب حملة أخرى على وزير الزراعة يوسف والي.
- في يوم الأربعاء 11 فبراير 2009 حكمت محكمة عسكرية على مجدي حسين بالسجن عامين وتغريمه خمسة آلاف جنيه بعد أن أدانته بتهمة التسلل عبر الحدود بين مصر وقطاع غزة في شهر يناير من العام نفسه، وكانت السلطات المصرية قد قامت باعتقاله يوم 31 يناير أثناء عودته من القطاع.[1]
- في 19 يناير 2011 قضت محكمة القضاء الإدارى بوقف تنفيذ القرار الصادر من وزير الداخلية ورئيس مصلحة السجون بالامتناع عن الإفراج الشرطى عن مجدي حسين بعد أن قضى ثلاثة أرباع المدة المحكوم عليه بها في السجن[2] وتم خروجه يوم 29 يناير 2011.
- تم إلقاء القبض عليه في 1 يوليو 2014 قبل يومين من الذكرى الأولى للانقلاب وذلك بعد دعوة التحالف الوطني لدعم الشرعية ورفض الانقلاب لتظاهرات في تلك الذكرى[3] وتم حبسه وآخرين 15 يوما على ذمة التحقيقات، بتهمة الانضمام إلى جماعة إرهابية، والتحريض والتخطيط لتنفيذ ودعم وتمويل منظمات إرهابية.. بحسب التحقيقات [4]

## مؤلفات
- فقه التغيير السياسي في الإسلام.
- الإسلام والحكم.
- أمريكا طاغوت العصر.
- الإسلام والعروبة ومشروعنا الحضاري.
- سنن التغيير في السيرة النبوية.
- أحكام القرآن في موالاة الكفار والمشركين.
- كيف تدخل الجنة.
- الجهاد صناعة الأمة (أربعة أجزاء).
- يوميات خلف الأسوار.
- هموم الأمة مع نهاية القرن.
- وانتصرت المقاومة.
- مصر والسودان التمرد - الحصار - الإنقاذ.
- العصيان المدني رؤية إسلامية.
- الخيانة الملف الأسود للزراعة في مصر.
- مصر الفتاة كفاح متواصل من أجل العروبة والإسلام.
- أزمة الخليج بين أحكام القرآن وفتاوى السلطان.
- من كامب ديفيد إلى مدريد.